# 陽極酸化皮膜
陽極酸化皮膜（ようきょくさんかひまく）とは、金属を陽極として電解質溶液中で通電した時に金属表面に生じる酸化皮膜。

## 概要
電解質溶液中に金属を浸し、金属を陽極（正極）として通電すると、金属が酸化されて陽イオンとなって溶液中に溶解するか、表面で水の電気分解が起こり水素イオンと酸素ガスが発生する（いずれの場合でも、対極の陰極（負極）では水素イオンが還元されて水素ガスが発生する）。電解質および金属の種類によっては、陽極表面の酸化された金属が水の酸素と結合して酸化物として表面に残り、溶液中に水素イオンを放出する場合がある。金属を陽極として通電した場合に酸化物として残る場合を陽極酸化と呼ぶことがある。陽極酸化により表面に生じた酸化物の層を「陽極酸化皮膜」と言う。なお、金属イオンとして溶出する場合をアノード溶解と呼ぶことがある。

## 皮膜層の変化
陽極酸化皮膜層の厚さは、通常、印加した電圧に比例して厚くなる。厚さが電圧に応じた最大値に達すると、以下の状態となる。
- (1)金属イオンの溶液中への溶出が起こらず、それ以上電気は流れなくなる。
- (2)溶出は起こらないが、皮膜中を電子が移動する事により、皮膜から溶液界面で水の電気分解が起こる。
- (3)皮膜表面から金属イオンが溶出し、陽極酸化皮膜の厚さは一定のまま定常溶解となる。
  - (1)は、バリヤー皮膜と呼ばれ、ホウ酸中でアルミニウムを陽極酸化したものなどに実用例がある。
  - (2)は、ある種の金属メッキでは被メッキ物の対極としてのアノード（陽極）として用いられたり、陽極酸化時の治具として用いられている例などがある。
  - (3)は、酸化物が溶液に溶解する場合に発生するが、例えば鉄を硫酸中で陽極酸化した場合に生じる陽極酸化皮膜の場合は、硫酸の溶解力が強いため、通電をやめると瞬時に皮膜は消失してしまうなど、実験的にしか皮膜を確認できない例もある。

実際に陽極酸化している例をみると、(1)(2)(3)の区分は必ずしも明確ではない。陽極酸化を行うとバリヤー皮膜を生じ、その後、電気が流れなくなるか、(2)または(3)の反応に移行する事となる。
だが、電解質および金属の種類、温度や電圧等の条件により、バリヤー皮膜の一部が定常溶解に移行し、バリヤー皮膜の残骸を残しながら定常溶解により孔を掘り進めながら陽極酸化が進行し、多孔質の厚い皮膜を生成する場合がある。定常溶解により生じた孔をポーラスと呼び、バリヤー皮膜の残骸として残った壁の部分を孔壁と言う。電解質の酸化皮膜の溶解力が強すぎても弱すぎてもこの反応は起こらず、また、電圧が掛っているバリヤー層のみに選択的に溶解反応が生じている事が多孔質皮膜生成の条件となる。

## 実例
バリヤー型陽極酸化皮膜の例として、アルミニウムのホウ酸皮膜（コンデンサの絶縁被膜）、チタン（光の干渉色による発色）などがある。多孔質皮膜の実用例の代表は、アルミニウムの陽極酸化皮膜で、一般に「アルマイト」と呼ばれ、硬く耐食性も高い保護皮膜として、また、装飾や機能性皮膜としても幅広く用いられている。
マグネシウムも陽極酸化皮膜が実用化されている例（マゴキシドコート）があるが、こちらは、内容を見ると、電気化学的化成皮膜の色彩が強いようである。
チタンやジルコニウム、ハフニウムなどは、陽極酸化被膜が光の干渉作用によって美しく発色して見えるため、宝飾品にも用いられることもある。